# 오연천
오연천(吳然天, 1951년 2월 7일 ~ )은 대한민국의 행정학자이자 교수이다. 2010년부터 2014년까지 서울대학교 총장을 역임했고 2015년부터 현재 울산대학교 총장으로 재직 중이다.

## 인물
충청남도 공주 출신으로 경기고등학교와 1974년 서울대학교 정치학과를 졸업, 1979년 뉴욕 대학교 대학원 재정관리 석사, 1982년 뉴욕 대학교 대학원에서 재정관리 박사학위를 받았다. 1975년에는 행정고등고시에 합격했고 1982년~1983년에는 한국경제연구원 수석연구원을 2년 간 역임했다. 1983년 서울대학교 행정대학원 교수로 부임하여 30여 년간 교수직을 맡았고, 2000년~2004년 서울대학교 행정대학원장을 역임했다. 2010년 7월 20일에는 이장무 총장의 후임으로 제25대 서울대학교 총장으로 취임, 2014년까지 맡았다.
2015년 3월에는 울산대학교 총장으로 취임하여 2018년 12월에 연임에 성공했고 2023년 2월에는 3연임에 성공했다.

## 논란
2015년 4월 13일자 조선일보 오피니언란에 ‘대법원 정상화를 위한 출발점, 上告法院(상고법원)’이라는 제목의 칼럼을 기고했는데, 이 칼럼이 법원행정처가 대필한 것이라는 정황이 보인다는 JTBC의 보도가 나왔으며, 해당 기사에서 본인은 법원행정처 차장의 글을 조금 수정한 것이며, 직접 조선일보에 보낸 적은 없다고 해명했다.

## 학력
- 경기고등학교
- 1974년: 서울대학교 문리과대학 정치학 학사
- 1979년: 뉴욕 대학교 대학원 재정관리 석사
- 1982년: 뉴욕 대학교 대학원 재정관리 박사

## 주요 경력
- 1975년: 행정고등고시 합격(제17회)
- 총무처 사무관
- 미국 유학
- 1982년~1983년: 한국경제연구원 수석연구원
- 1983년~2010년: 서울대학교 행정대학원 교수
- 1987년: 인도네시아 공공사업성 자문관
- 1991년~1992년: 베를린 대학교 초청교수
- 1997년: 한국조세학회 회장
- 1998년: 서울특별시 시정개혁위원회 위원
- 1998년: 서울특별시 인사위원회 위원
- 1998년~1999년: 기획예산위원회 위원
- 1999년: 세계은행 민영화 담당 자문관
- 2000년~2004년: 서울대학교 행정대학원장
- 2000년~2006년: 재단법인 한국의회발전연구회 이사장
- 2001년~2003년: 기획예산처 정부투자기관 경영평가단장
- 2002년~2007년: 한국공기업학회 회장
- 2002년: 서울특별시 시정연구원 이사
- 2003년~2007년: 정보통신부 정보통신정책심의위원회 위원장
- 2005년~2007년: 지식경제부 산업기술평가원 이사장 및 선임이사
- 2006년: 규제개혁위원회 위원
- 2007년~2009년: 지식경제부 산업발전심의위원회 위원장
- 2007년: 한국공공선택학회 회장
- 2008년: 기획재정부 공기업선진화특위 위원장
- 2008년~2010년: 재단법인 바이오신약장기사업단 이사장
- 2009년~2024년: 한국백혈병어린이재단 이사장
- 2010년~2014년: 제25대 서울대학교 총장
- 2011년 12월~2014년 7월: 제1대 서울대학교 이사장
- 2013년~2014년: 대법원 사법정책자문위원장
- 2014년~2015년: 스탠포드 대학교 Shorenstein APARC Koret Fellow
- 2015년 3월~현재: 울산대학교 총장
- 2019년 4월~현재: 보다나은미래를위한 반기문재단 운영위원
- 서울대학교 총동창회 고문
- 아산사회복지재단 이사
- 아산사회복지재단 장학자문위원회 위원장

## 저서
- 《한국지방재정론》(박영사, 1987년) ISBN 9788910201724
- 《지방자치와 지방재정 - EM문고 078》(한국경제신문사, 1989년) ISBN 2007196003639
- 《한국조세론》(박영사, 1993년) ISBN 0000089168
- 《재정개혁의 전망과 재산세제의 개선과제》(집문당, 1996년) ISBN 8930304087
- 《한국병 : 고질병을 고쳐야 IMF 벗어난다》(1998년, 공저)
- 《세계화시대의 국가정책》(박영사, 2004년) ISBN 8910452064
- 《시스템 개혁 미래를 읽어내는 게임의 룰 - 강한 시장, 건강한 정부》(올리브엠앤비, 2009년) ISBN 9788990673152
- 《대학이 희망이다 - 서울대 총장 오연천의 나를 넘어 우리를 위한 삶》(서울대학교출판문화원, 2014년) ISBN 9788952116437
- 《함께하는 긍정 - 오연천 총장 자서전, 부족함을 희망의 출발로 삼은 Positive Thinking 스토리》(YBM Sisa, 2016년) ISBN 9788917224665
- 《결정의 미학 - 오연천 전 서울대 총장의 선택과 결정의 순간들》(21세기북스, 2016년) ISBN 9788950965815
- 《결정의 리더십 - 오연천 전 서울대 총장의 의사결정 탐구》(21세기북스, 2016년) ISBN 9788950968366
- 《국가재정의 정치경제학 - 국민이 미래를 선택한다》(21세기북스, 2017년) ISBN 9788950971724
- 《긍정과 도전의 길 - 부족함과 실패를 이기는》(UUP, 2022년) ISBN 9791167260116
- 《국정 리더의 길 - 대통령과의 만남과 지도자의 자세》(울산대학교출판부, 2023년) ISBN 9791167260314

## 수상 경력
- 2005년: 정보화 및 IT 강국기여 홍조근정훈장
- 2013년: 자랑스런 경기인상(경기고등학교)
- 2015년: 청조근정훈장
- 2016년: 한국과학기술단체총연합회 표창